# Ліга українських клубів

Лі́га Украї́нських Клу́бів - українська неприбуткова громадська організація, що об'єднує учасників руху інтелектуальних ігор, таких як Що? Де? Коли?, Брейн-ринг, Своя гра, Ерудит-Квартет та інших. Створена 14 вересня 1996 року Установчим Конгресом у Дніпропетровську.

## Турніри
Ліга налічує більше десяти тисяч гравців у 25 регіонах України. ЛУК проводить найбільші офіційні турніри Україні з інтелектуальних ігор:
- Чемпіонат України з Що? Де? Коли? (Включаючи аналогічні турніри серед молоді і школярів)
- Чемпіонат України з Брейн-рингу (включаючи аналогічні турніри серед молоді і школярів)
- Кубок Україні з Що? Де? Коли? (Включаючи аналогічний турнір серед школярів)
- Синхронний турнір ЛУК (друга ліга чемпіонату України з Що? Де? Коли?)
- Олімпійський кубок ЛУК з Що? Де? Коли?
- Чемпіонат України зі спортивної Своєї гри та Ерудит-Квартету (включаючи аналогічний турнір серед молоді)

## Регіональні організації
- Харківське регіональне відділення ЛУК
- Кримська регіональна організація ЛУК

## Керівні органи
- Президент: Олексій Головнов
- Правління: Євген Сибіряк, Іделія Айзятулова, Олексій Сильвестров, Андрій Штефан, Костянтин Каунін (керівник шкільної комісії ЛУК).
- Ревізійна комісія: Максим Сидоров, Євген Духопельніков, Василь Бойко.

13 серпня 2022 року у онлайн форматі було проведено Загальні збори Ліги Українських Клубів на яких було обговорено перспективи подальшого існування і розвитку ЩДК. Учасники зборів створили тимчасовий орган управління, який прийматиме рішення щодо діяльності ЛУК в умовах воєнного стану. Більшістю голосів новостворений орган отримав назву "Хунта ЛУК". Повноваження складу Хунти ЛУК тривають 1 рік після обрання. Для обрання нового складу Хунти ЛУК у онлайн форматі проводяться Загальні збори Ліги Українських Клубів. 
Склад Хунти ЛУК сезону 2022-2023:
- Голова Хунти ЛУК: Олексій Головнов
- Заступниця голови Хунти ЛУК: Вікторія Маландіна
- Олексій Жидких
- Андрій Задворнов
- Костянтин Каунін
- Владислав Марков
- Володимир Островський [1]

17 вересня 2023 року склад Хунти ЛУК сезону 2022-2023 склав свої повноваження. Того ж дня відбулись Загальні збори ЛУК на яких було переобрано новий склад керівного органу. 
Склад Хунти ЛУК сезону 2023-2024:
- Голова Хунти ЛУК: Євген Філатов
- Заступник голови Хунти ЛУК: Владислав Марков
- Михайло Коберник
- Костянтин Пронкевич
- Костянтин Каунін
- Вікторія Маландіна[2]

## Офіційні засоби інформації
- http://luk.org.ua/ [Архівовано 21 червня 2012 у Wayback Machine.] - сайт Ліги Українських Клубів
- https://www.facebook.com/LUKchgkofficial/ [Архівовано 26 січня 2022 у Wayback Machine.] - офіційна сторінка
- https://t.me/LigaUK - офіційна сторінка у Telegram

### Розсилки
- інформаційний лист розсилки для публікації анонсів, результатів, змін в статуті і так далі.
- дискусійний лист розсилки для вільного обговорення будь-яких тем, що мають відношення до ЛУК і ШІ

## Дивись також
- Чемпіонат України зі Що? Де? Коли?
- Що? Де? Коли? (спортивна версія)

1. 1 2  Ліга українських клубів. Telegram. Процитовано 4 червня 2024.
2. ↑  Ліга українських клубів. Telegram. Процитовано 4 червня 2024.